# Tortella pseudofragilis

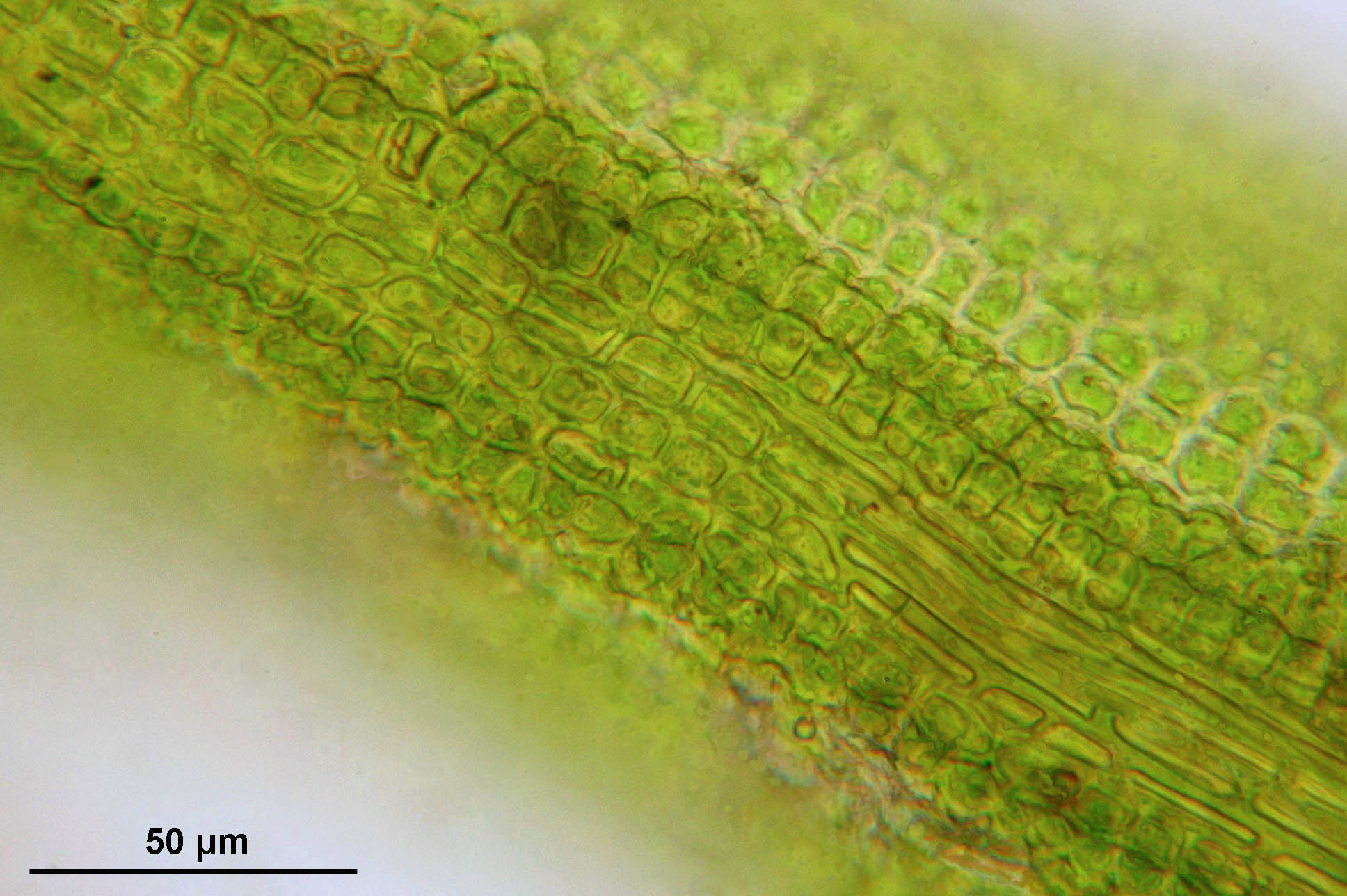
Unterseite der Blattrippe in Nähe der Blattspitze

Tortella pseudofragilis ist eine Laubmoos-Art aus der Familie Pottiaceae.

## Merkmale
Tortella pseudofragilis bildet lockere bis dichte, gelblichgrün bis grüne, im unteren Teil bräunliche Polster oder Rasen. Die dicht beblätterten und wenig verzweigten Sprosse werden etwa 1 bis 2 (4) Zentimeter hoch. Die Blätter sind 3 bis 8 Millimeter lang, brüchig und der obere Blattteil ist daher oft abgebrochen. Sie sind linealisch-lanzettlich, lang und fein zugespitzt und etwas wellig. Im feuchten Zustand sind sie aufrecht abstehend und mehr oder weniger starr, trocken sind die Blattspitzen oft mehr oder weniger horizontal ausgerichtet und dann sind von oben gesehen einzelne Triebe des Rasens kaum erkennbar. Ihre Lamina ist durchgehend einschichtig, die Blattränder ganzrandig mit nicht oder schwach hervortretenden Randzellen. Die Blattrippe tritt als kurze bis längere Stachelspitze aus.
Die Laminazellen des Blattgrundes sind verlängert-rechteckig, hyalin, glatt und scharf gegen die rundlichen, grünen und stark papillösen Zellen im oberen Blattteil abgegrenzt. Die Randzellen der oberen Blatthälfte sind länglich bis quadratisch. Die Oberseite der Blattrippe sowie deren Unterseite im oberen Blattteil sind mit rundlich-quadratischen, papillösen Zellen bedeckt. Die Stämmchen weisen gewöhnlich einen Zentralstrang auf.
Das Moos ist diözisch. Die zylindrische Sporenkapsel hat fadenförmige, nur 1/2-Mal gedrehte Peristomzähne und einen lang und schief geschnäbelten Deckel.

## Standortansprüche und Verbreitung
Tortella pseudofragilis wächst auf basenreichem, meist kalkhaltigem Gestein, meidet jedoch reinen Dolomit. An tiefergelegenen Orten wächst sie oft an schattigen Stellen, mit zunehmer Höhe bevorzugt an sonnigen.
Die allgemeine Verbreitung ist ungenügend bekannt, da diese Art häufig mit anderen Tortella-Arten verwechselt wurde. Einen Verbreitungsschwerpunkt gibt es offenbar in den Alpen, wo das Moos gebietsweise nicht selten ist. Hier steigt es bis in die subalpine Höhenstufe. In Deutschland gibt es bisher wenige gesicherte Fundpunkte. Vorkommen außerhalb Europas sind nicht bekannt.

## Verwechslungsmöglichkeit
Tortella bambergeri kann leicht mit anderen Tortella-Arten verwechselt werden, besonders mit Tortella tortuosa an trockeneren Standorten. Unterscheidungsmerkmale gegenüber Tortella tortuosa sind die immer brüchigen, starr aufrecht-abstehenden Blätter und die mit rundlich-papillösen Zellen bedeckte Unter(Dorsal-)seite der Blattrippe im oberen Blattteil. Die Unterseite der Blattrippe von Tortella tortuosa hat dagegen auf der gesamten Unterseite nur lange und glatte Zellen.
Bei Tortella fasciculata sind die Randzellen in der oberen Blatthälfte querbreit bis quadratisch und die trockenen Blätter sind meist bis in die Blattspitze eingerollt oder gekräuselt.

## Synonym Tortella bambergeri
Nach Köckinger & Hedenäs (2017) ist der Name Tortella bambergeri in der herkömmlichen Betrachtung zu verwerfen, da T.bambergeri aus zwei Arten besteht, nämlich Tortella fasciculata und die hier beschriebene Tortella pseudofragilis. Das Typusmaterial von T. bambergeri gehört in weiterem Sinne zu Tortella tortuosa.